# 城市线 (默西铁路)
城市线是默西塞德交通局对从利物浦莱姆街站出发的当地铁路线默西塞德郡境内路段的通俗称呼，并归入默西塞德郡城市轨道交通的一部分，涵盖了利物浦－威根铁路和利物浦－曼彻斯特铁路线。虽然挂名于默西铁路名下，但所有列车均由英国北方铁路运营。

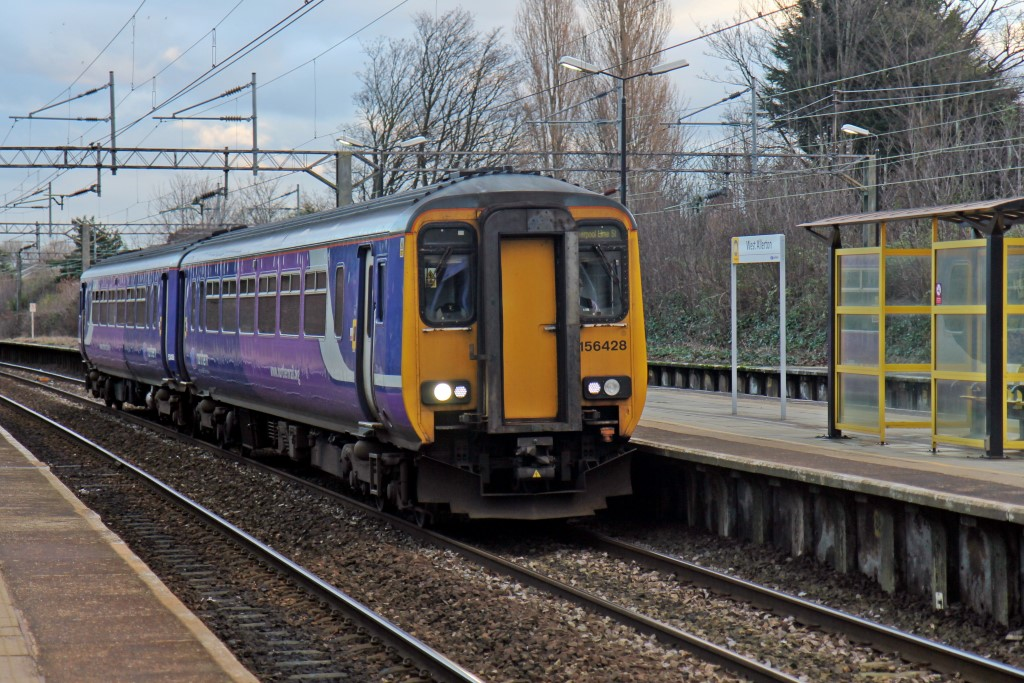
一列北方铁路公司运营的城市线列车驶入西阿勒顿车站

## 历史
城市线的历史一直可以追溯到人类客运铁路的萌芽时期，其于默西塞德境内的路段是1830年建造的利物浦－曼彻斯特铁路线默西塞德段。1972年以后，该线及由此衍生的其他线路统一归入默西铁路名下。
90年代以后，随着政府的铁路私有化进程，该段线路全部由西北铁路公司运营，默西铁路持续拥有“城市线”的线路名称，并在每个车站的英国全国铁路标志旁边并行标示默西铁路之徽记。
2004年，西北铁路公司与爱瑞发铁路公司（北部）合并成立新的英国北方铁路，自此，城市线的列车由该公司运营至今。

## 简介
与北线和威勒尔线不同，城市线的绝大部分铁路线与普通市际铁路线重合。和更接近于“准地铁系统”（metro-like system）的北线和威勒尔线相比，城市线是标准意义上的欧洲城市及区域通勤铁路。构成城市线的铁路线包括：
- 利物浦至威根线;
- 利物浦至曼彻斯特线;
- 克鲁至利物浦线;

部分城市线列车服务会延伸运营至布莱克浦或兰开斯特，同时前往曼彻斯特维多利亚车站的列车服务会继续运营至大曼彻斯特郡的斯泰利布里奇。
非常特殊的是，在这些线路上运营的城市线列车只有在默西塞德境内及邻近该郡的路段运行时才会被成为城市线，在驶出该范围之后则会被视为普通铁路列车，不再被视为城市线。因此，城市线与普通列车服务有时很难区分，与在独立路线上运营的北線和威勒尔线非常不同。

## 换乘信息
城市线在利物浦南大道车站和亨特十字车站换乘北線绍斯波特支线，乘坐柯比支线和奥姆斯柯克支线的乘客需要乘坐绍斯波特支线列车在沙山站另行换乘。
城市线在利物浦莱姆街站可以和威勒尔线进行换乘，同时很多乘客选择从该站步行至利物浦中央车站换乘北線。
同时，城市线可以在威根西北站、伯爵镇或曼彻斯特牛津街车站换乘其他普通长距离列车线。

## 车型
- British Rail Class 142
- British Rail Class 150
- British Rail Class 156